# Félix Kir
Pour les articles homonymes, voir KIR.
Félix Kir, né le 22 janvier 1876 à Alise-Sainte-Reine (Côte-d'Or) et mort le 25 avril 1968 à Dijon, connu surtout sous le titre de chanoine Kir, est un prêtre séculier, un chanoine et un homme politique français. Résistant, il fut, après-guerre, député-maire de Dijon durant 22 ans. Dans les années 1950, son nom a été donné à un cocktail, le kir.

## Biographie

### Origines et carrière ecclésiastique
Issu d'une famille originaire d'Alsace et installée à Alise-Sainte-Reine, Félix Kir naît dans ce village en 1876. En 1891, il entre en quatrième au petit séminaire de Plombières-lès-Dijon et est ordonné prêtre en 1901. Il est successivement vicaire à Auxonne ; curé de Drée ; vicaire à l'église Notre-Dame de Dijon de 1904 à 1910 ; curé de Bèze de 1910 à 1924, ministère au cours duquel il est mobilisé pendant la guerre dans les services de santé. De 1924 à 1928, il est curé de Nolay. En 1928, l'évêque de Dijon le nomme directeur des œuvres et groupements d'hommes et des œuvres de presse. Il s'installe alors à Dijon. Il est nommé chanoine honoraire en 1931.

### Résistant
La Seconde Guerre mondiale permet au chanoine Kir d'exercer des responsabilités publiques. Le 16 juin 1940, alors que le maire de Dijon, Robert Jardillier, a quitté la ville, le chanoine Kir est nommé membre de la délégation municipale de Dijon. Il fait évader 5 000 prisonniers de guerre français du camp de Langres. Cet acte lui vaut d'être détenu par les Allemands d'octobre à décembre 1940, puis relâché ; mais il perd alors ses fonctions municipales. Il est à nouveau arrêté, deux jours, en 1943. Son attitude patriote lui attire l'hostilité des collaborateurs. Le 26 janvier 1944, il est victime à son domicile d'un attentat perpétré non pas par la Milice, mais par des Français à la solde de l'Occupant, appartenant « au Kommando Sandrin organisé par l'Abwehrstelle ». Blessé de plusieurs balles, hospitalisé, il se soustrait aux recherches de la Gestapo en quittant Dijon, où il revient le 11 septembre 1944, jour de la Libération de la ville.
Il est nommé chevalier de l'ordre national de la Légion d'honneur en 1946 et cité à l'ordre de l'armée. En 1957, il est élevé au rang de commandeur de la Légion d'honneur.

### Député-maire de Dijon
En mai 1945, le chanoine Kir est élu maire de Dijon et le reste jusqu'à sa mort, étant réélu en 1947, 1953, 1959 et 1965. Il est conseiller général de Côte-d'Or et député à l'Assemblée nationale de 1945 à 1967, et inscrit au CNI. Il fut le doyen de l'Assemblée nationale de 1958 à 1967 et présida, en tant que doyen d'âge, la première séance de la Ve République.
À Dijon, sa réalisation la plus notable est le lac artificiel à l'ouest de la ville, créé pour agrémenter la ville et réguler les crues de l'Ouche. Inauguré le 20 juin 1964, il reçoit officiellement en 1965 le nom de lac du chanoine Kir. Sous les mandats du chanoine Kir, de nouveaux quartiers de Dijon sont urbanisés, notamment celui de la Fontaine-d'Ouche.

Le maire de Dijon apprécie les jumelages : il jumelle sa ville avec York et Dallas en 1957, Mayence en 1958, Reggio d'Émilie en 1963, Meknès en 1967[réf. nécessaire]. Dijon et Stalingrad sont associées en 1959.

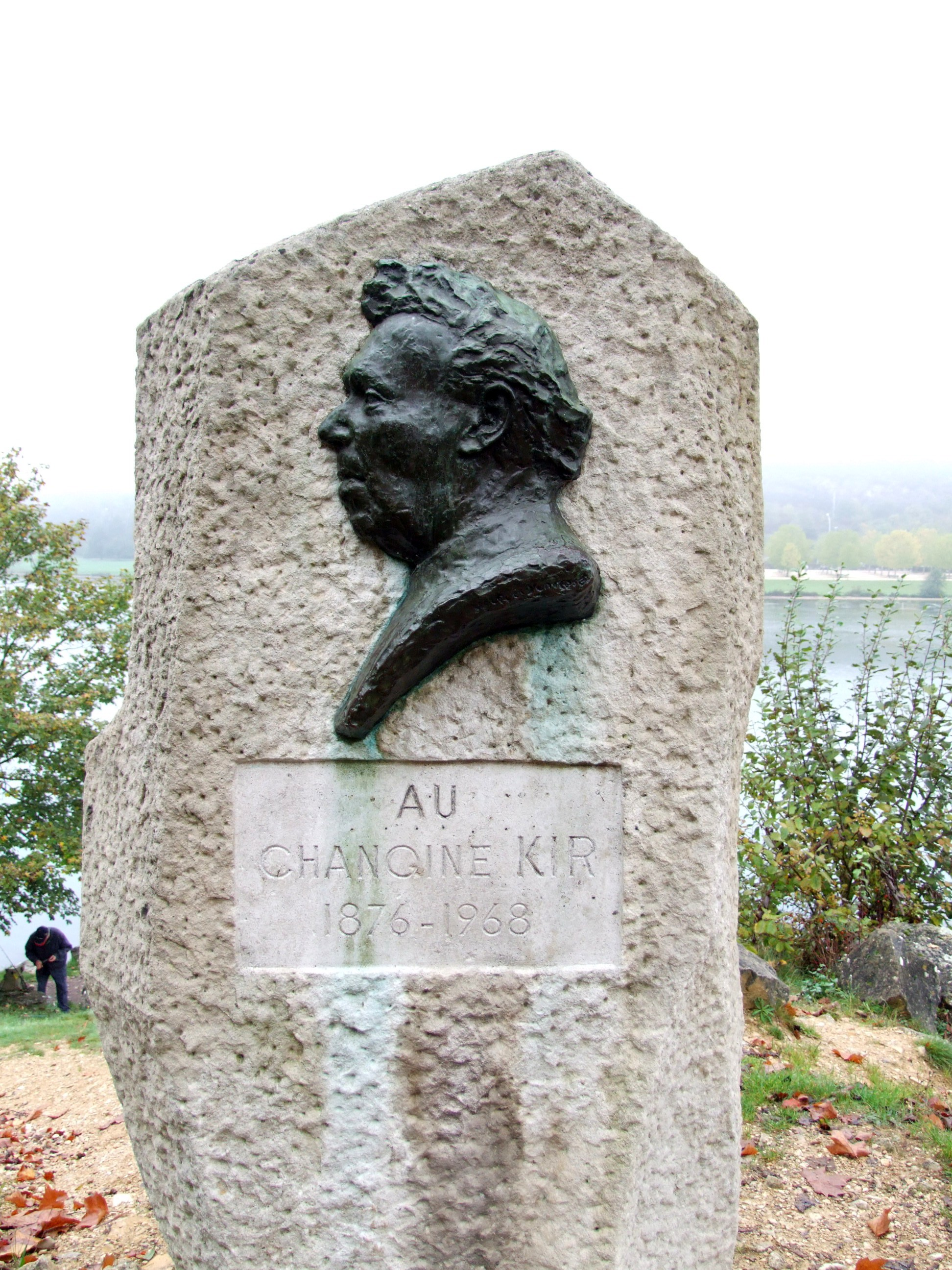
Monument au chanoine Kir, au lac Kir de Dijon.

C'était un personnage truculent, aux réparties mordantes. Il travailla de son vivant à créer sa propre légende, en s'attribuant des actions exceptionnelles. Il n'hésita pas à prendre le képi pour faire la circulation dans les rues de Dijon. À un député communiste qui l'invectivait sur sa foi, refusant qu'on pût croire en Dieu sans jamais l'avoir vu, il répondit :

« Et mon cul, tu l'as pas vu, et pourtant il existe ! »

Prêtre député, il portait la soutane sur les bancs et à la tribune de l'Assemblée nationale. À la tribune de l’assemblée, il eut cette formule : 

« Mes chers confrères, on m’accuse de retourner ma veste et pourtant, voyez, elle est noire des deux côtés. »

Lors d'une visite officielle en France, le premier secrétaire du Parti communiste de l'Union soviétique (PCUS), Nikita Khrouchtchev, vint à Dijon le 28 mars 1960 pour rencontrer le chanoine Kir. Cette entrevue ne put avoir lieu, le chanoine en ayant été dissuadé par l'évêque de Dijon, soutenu par la Commission permanente de l'Épiscopat, en raison des persécutions commises contre les catholiques dans les pays communistes. L'après-midi du 28 mars 1960, Félix Kir quitta Dijon et n'y revint que le soir, pour éviter que se déroulent des manifestations devant son domicile, au moment de la visite de Khrouchtchev. Cet épisode, déformé par la presse, fut présenté comme un « enlèvement » du chanoine Kir. Cependant, le chanoine rencontra quelques semaines plus tard Nikita Khrouchtchev à l'ambassade soviétique à Paris, le 17 mai 1960. Puis il fut invité à lui rendre visite en septembre 1964 à Moscou, et il s'entretint avec lui au Kremlin.
Cette rencontre, ainsi que le jumelage (officiellement « protocole d'amitié ») de Dijon avec Stalingrad (aujourd'hui Volgograd) en 1959, firent de lui le plus célèbre « anticommuniste pro-bolchevik de l'Histoire de France ». Cela lui valut un désistement en sa faveur du candidat communiste au second tour des élections législatives de 1962 (alors qu'il était membre d'un parti nettement à droite, le Centre national des indépendants et paysans). Il fut alors réélu face au candidat gaulliste, réélection qui n'aurait pas été assurée sans ce désistement.

### Mort
Le chanoine Kir meurt à 92 ans le 25 avril 1968. Il est inhumé dans le cimetière d'Alise-Sainte-Reine. Son adjoint, le docteur Jean Veillet, le remplace pour trois ans à la tête du conseil municipal, mais ne se présente pas aux élections municipales en 1971. Robert Poujade lui succède alors pour trente années à la mairie de Dijon.

## Kir, l'apéritif
Le chanoine donna son nom à une recette de vin blanc-cassis, le kir, que la mairie servait à ses invités depuis plusieurs décennies. En 1952, le chanoine concéda l'exclusivité du nom à la maison Lejay-Lagoute. Néanmoins, pour ne pas peiner les autres liquoristes de Dijon, il leur permit également d'utiliser son nom, ce qui provoqua un conflit : un arrêt de la Cour de cassation du 27 octobre 1992 réserva l’exclusivité du Kir à la maison Lejay-Lagoute, mais cet arrêt ne fut jamais appliqué. Lorsqu'il se rendait à l'Assemblée, il emportait un cabas contenant une bouteille de vin blanc et une bouteille de liqueur de cassis et il offrait un kir à ses compagnons de voyage.

## Décorations et distinctions

### Décorations
- Commandeur de la Légion d'honneur[9]
  -  Officier de la Légion d'honneur
  -  Chevalier de la Légion d'honneur
- Croix de guerre 1914-1918
- Croix de guerre 1939-1945
- Médaille de la Résistance française
- Croix du combattant volontaire de la Résistance
- Croix du combattant volontaire

- Croix de commandeur de l'ordre du Mérite de la République fédérale d'Allemagne (1958)

- Ordre de l'Empire britannique à titre civil (Officier honoraire, 1954)[10]

### Distinctions diverses
- Citoyen d'honneur de la ville de Mayence (1964)[11]

## Œuvres littéraires
- Félix Kir, Le Problème religieux à la portée de tout le monde, Dijon, Imprimerie R. de Thorey, 1924 — Réédité en 1950 à Paris, Imprimerie des Orphelins d'Auteuil, 136 p., avec une préface de Maurice Feltin, archevêque de Paris.

## Adaptation télévisée
- Kir, la légende et son double par Éric Nivot, avec François Chattot dans le rôle de Kir. Diffusée en 2012 sur France 3